# Erik Bladström
Bror Erik Alvar Bladström (ur. 29 marca 1918 w Västervik, zm. 21 maja 1998 tamże) – szwedzki kajakarz, zdobywca złotego medalu w 1936 roku na Igrzyskach Olimpijskich w Berlinie w kajakach składanych dwójkach na dystansie 10 km razem z Svenem Johanssonem.